# 布莱斯龙河畔莱谢尔
布莱斯龙河畔莱谢尔（法語：Leschères-sur-le-Blaiseron，法語發音：[leʃɛʁ syʁ lə blɛzʁɔ̃]）是法国上马恩省的一个市镇，属于圣迪济耶区。

## 地理
布莱斯龙河畔莱谢尔（48°20'14"N, 5°2'21"E）面积14.93 平方千米，位于法国大東部大區上马恩省，该省份为法国东北部内陆省份，北起马恩省和默兹省，西接奥布省，西南接科多尔省，东南接上索恩省，东临孚日省。
与布莱斯龙河畔莱谢尔接壤的市镇（或旧市镇、城区）包括：昂邦维尔、布藏库尔、瑟里西耶尔、沙尔姆昂朗格勒、弗拉姆雷库尔、居德蒙-维利耶、鲁埃库尔。

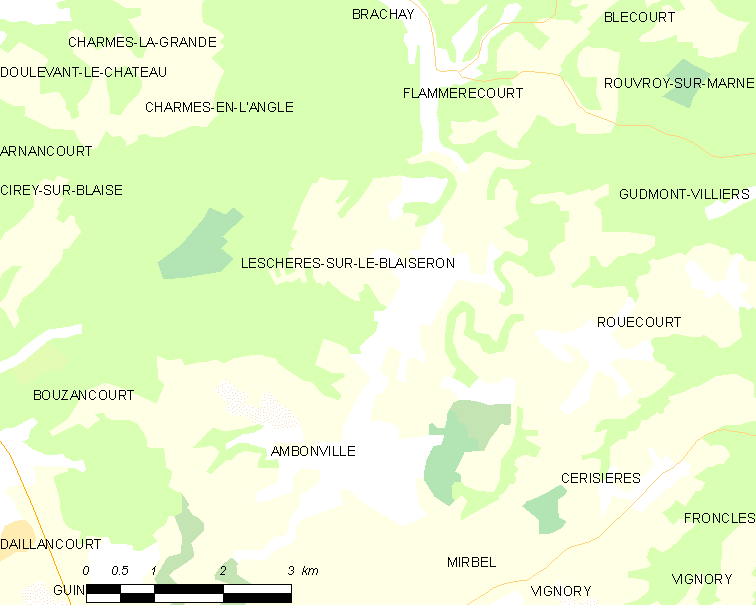
布莱斯龙河畔莱谢尔的OSM定位图

布莱斯龙河畔莱谢尔的时区为UTC+01:00、UTC+02:00（夏令时）。

## 行政
布莱斯龙河畔莱谢尔的邮政编码为52110，INSEE市镇编码为52284。

## 政治
布莱斯龙河畔莱谢尔所属的省级选区为茹安维尔县。

## 人口

1962-2008年间布莱斯龙河畔莱谢尔人口变化图示

布莱斯龙河畔莱谢尔于2022年1月1日时的人口数量为88人。